# Вилья-Пурификасьон
Ви́лья-Пурификасьо́н (исп. Villa Purificación), также просто Пурификасьо́н (исп. Purificación) — небольшой городок в Мексике, в штате Халиско, входит в состав одноименного муниципалитета и является его административным центром. Численность населения, по данным переписи 2020 года, составила 5965 человек.

## Общие сведения
В 1525 году регион был покорён конкистадорами во главе с Франсиско Кортесом.
В 1532 году Нуньо де Гусман отправил капитана Хуана Фернандеса де Ихара найти место для основания поселения.
2 февраля 1533 году он с 25 солдатами основали поселение, заложив первую часовню на территории современного штата Халиско. Поселение получило название Purificación — очищение.
Город расположен в 230 км к юго-западу от столицы штата, города Гвадалахара, в 25 км от федеральной трассы 80.

## Население
| Год  | Численность | Численность |
| ---- | ----------- | ----------- |
| 2000 | 4504        | [ 7 ]       |
| 2005 | 4551        | [ 8 ]       |
| 2010 | 5277        | [ 9 ]       |
| 2020 | 5965        | [ 10 ]      |